# Walter Palmer, I baronetto
Walter Palmer, I baronetto (Reading, 4 febbraio 1858 – Newbury, 16 aprile 1910), è stato un imprenditore, politico e nobile inglese.

## Biografia
Palmer nacque a Reading, nel Berkshire, Inghilterra, figlio dell'industriale George Palmer che era stato uno dei fondatori e il principale artefice della fortuna del noto biscottificio britannico Huntley & Palmers. Walter studiò all'University College London ed alla Sorbona di Parigi e divenne consigliere dell'University College di Reading.
Nel 1900 venne nominato deputato luogotenente del Berkshire e venne anche eletto deputato alla Camera dei Comuni per la circoscrizione elettorale di Salisbury. Perse il proprio seggio alle elezioni successive del 1906 con un margine di appena 41 voti. Nel 1904 ottenne da Edoardo VII il titolo di baronetto.
Palmer sposò Jean Craig, figlia di William Young Craig. La loro figlia, Gladys Milton Palmer, sposò Bertram Willes Dayrell Brooke, erede apparente del regno di Sarawak dal 1904. Gladys si convertì all'islam come richiesto dalle leggi di stato di Sarawak nel 1932. Palmer fu quindi nonno materno dell'erede al trono del principato di Sarawak, Anthony Brooke.
Palmer morì il 16 aprile 1910 a Newbury, nel Berkshire, all'età di 52 anni e con lui si estinse anche il suo titolo nobiliare.